# Правильний дев'ятикутник

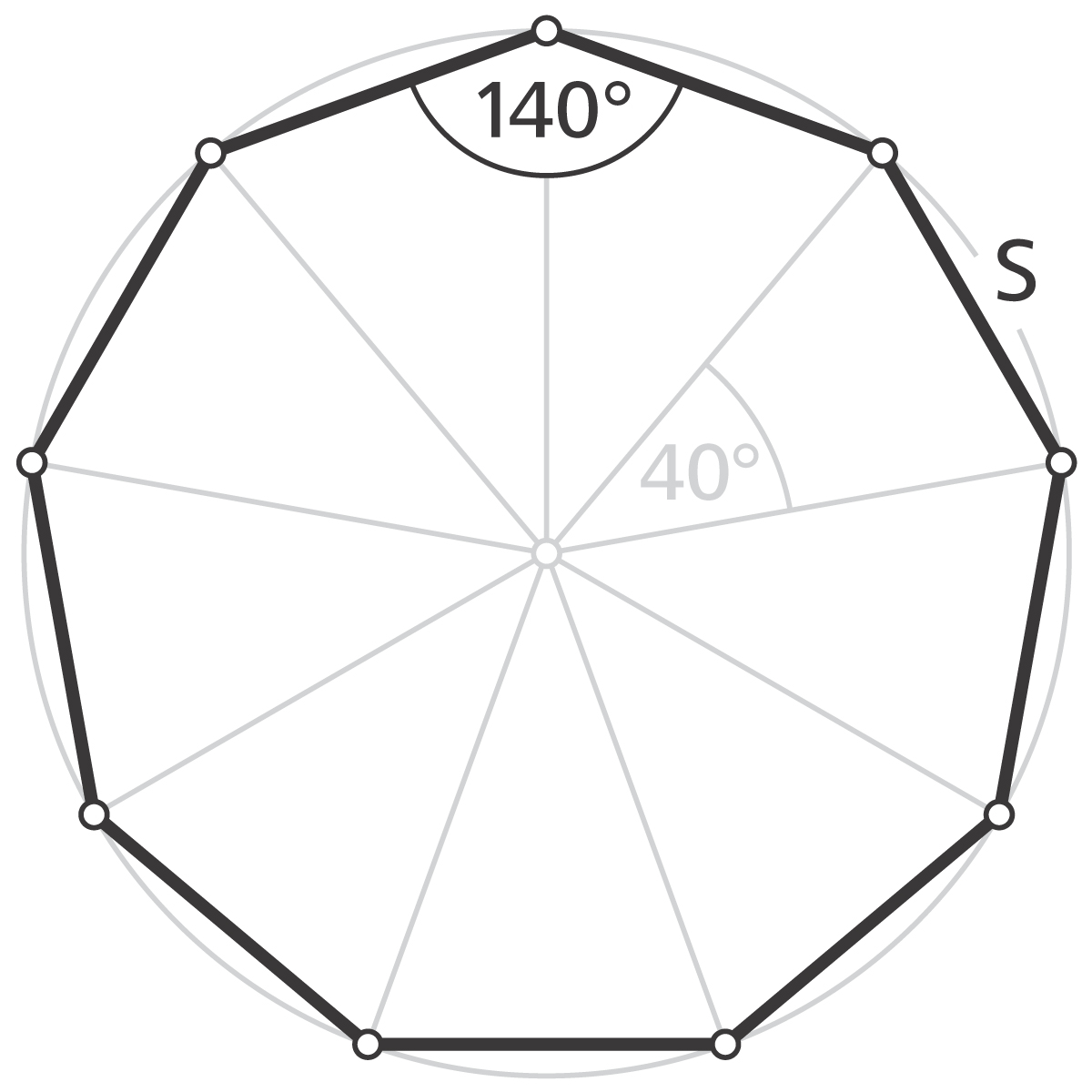
Правильний дев'ятикутник

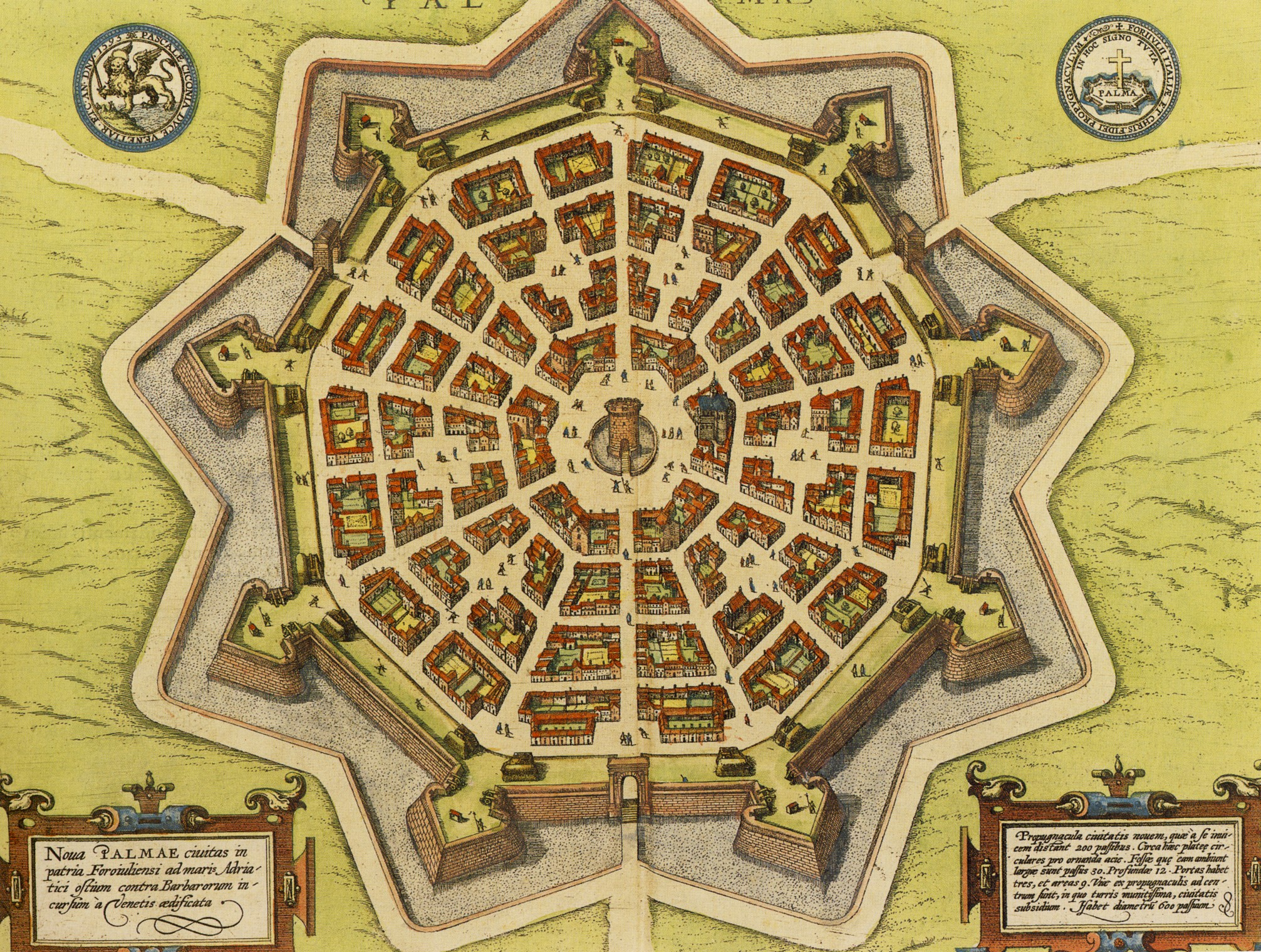
Дев'ятикутник в основі фортеці італійського міста Пальманова на плані Георга Брауна та Франца Гогенберга, XVI ст.

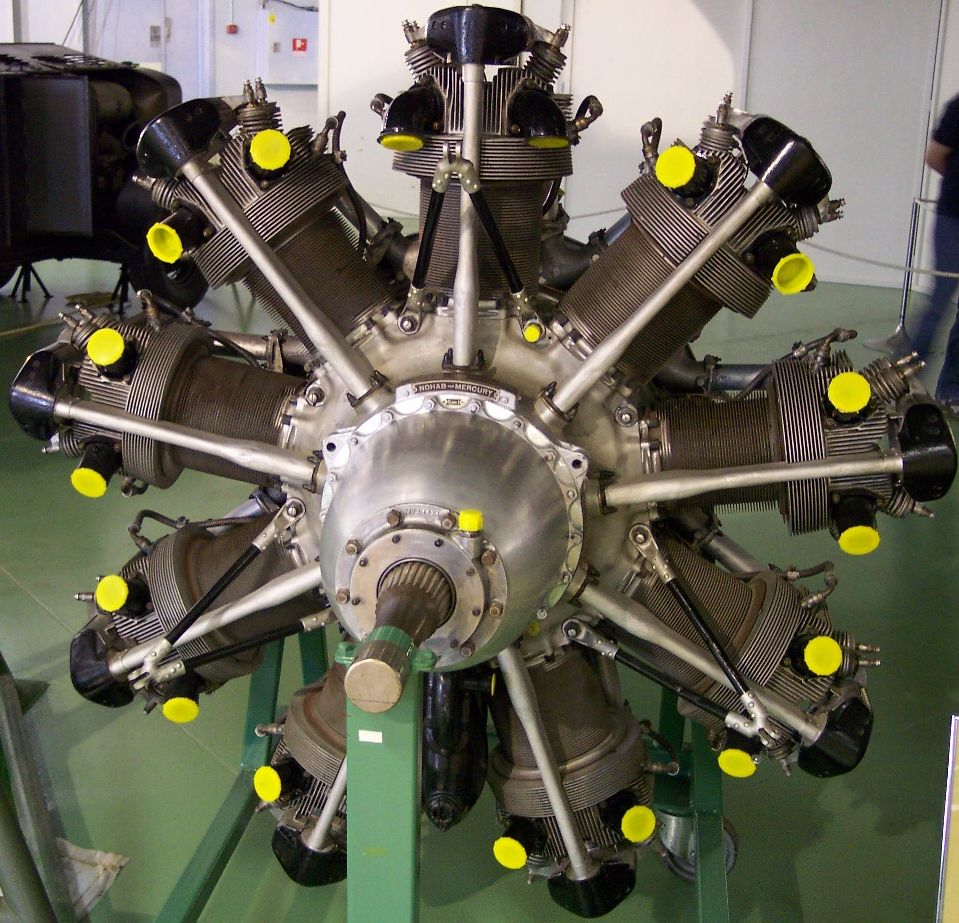
Дев'ятициліндровий двигун «Брістоль Меркюрі»

 Правильний дев'ятикутник — правильний многокутник з дев'ятьма сторонами.

## Властивості
Правильний дев'ятикутник має внутрішні кути, рівні 140°. Площа правильного дев'ятикутник зі стороною a визначається виразом
{\displaystyle S=\ {\frac {9}{4}}a^{2}\ \ cot\ {\frac {\ \pi }{9}}\ \simeq 6.18182\ \,a^{2}.}

## Побудова
Точний правильний дев'ятикутник неможливо побудувати за допомогою циркуля та лінійки, проте існують методи побудови достатньо точних наближень.

## Використання на практиці
- Фортеця італійського міста Пальманова в основі має дев'ятикутник.
- Ювілейні срібні монети 5 євро, що карбуються Національним банком Австрії, мають форму правильного дев'ятикутника[1].
- Форма дев'ятикутника часто використовується при споруджені храмів у бахаїзмі.
- Зіркоподібні двигуни мають зазвичай 5-, 7- та 9-циліндрів.

## Дев'ятикутні зірки
Існує три зірчастих дев'ятикутники: {9/2}, {9/3} та {9/4}, причому зірка {9/3} складається з трьох рівносторонніх трикутників: